# 덴마크 대 스웨덴 (UEFA 유로 2008 예선)
스웨덴과 덴마크 간 유로 2008 예선 F조 경기는 쾨벤하운의 파르켄에서 소요 사태로 끝난 경기였다. 덴마크 관중이 경기장은 헤르베르트 판델 주심이 89분에 덴마크의 미드필더가 크리스티안 포울센이 스웨덴의 공격수 마르쿠스 로센베리의 복부를 주먹으로 가격해 퇴장 명령을 내리자 경기장에 난입해 주심을 습격했다.
경기는 이후 중단되었고, 2007년 6월 8일에 유럽 축구 연맹이 청문회를 개최해 스웨덴의 3-0 몰수승으로 처리했고, 포울센의 3경기 출장 정지 징계를 내렸으며, 덴마크 국가대표팀 경기에 향후 제제를 가했다. 덴마크 축구 연합은 유럽 축구 연맹의 결정에 항소하여 2007년 7월 5일에 징계가 감형되었다. 100,000 CHF(€66,000)의 과태료는 50,000 CHF로 경감되었다. 또한, 덴마크는 쾨벤하운에서 140km 떨어진 곳에서 2번의 경기를 치르게 되었다.
이 경기는 북유럽의 경쟁 관계에 놓인 두 나라인 덴마크와 스웨덴 간 첫 유럽 축구 연맹 예선전 경기로, 유럽 축구 연맹 주관 경기 역사상 처음으로 관중 난입으로 중단된 최초의 예선전 경기이기도 했다.

## 요약
F조의 이 경기는 스웨덴이 경기 시작 26분 만에 3-0으로 앞서나갔지만, 덴마크는 사건이 일어나기 전까지 3-3까지 추격했다.

### 포울센-로센베리 사건

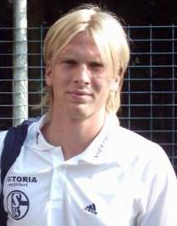
크리스티안 포울센

89분, 덴마크의 크리스티안 포울센과 스웨덴의 마르쿠스 로센베리가 덴마크 문전에서 경합했다. 로센베리가 포울센을 먼저 가격하자, 포울센이 로센베리를 주먹으로 복부를 가격해 보복했다. 부심과 논의한 헤르베르트 판델 주심은 포울센을 퇴장시키고, 스웨덴에게 페널티킥을 선언했지만, 이후 수문장과 주자가 맞대결을 펼치지 못했다.

### 관중 습격
얼마 지나지 않아, 덴마크 관중이 경기장에 난입해 주심을 습격했고, 목을 붙잡았지만, 덴마크 수비수 미카엘 그라브고르에 연행되었다. 그 후, 판델 주심과 그의 심판단원은 경기장을 나갔고, 덴마크 축구 연합의 라르스 베렌트 대변인은 몇 분 후, 스웨덴이 3-0 몰수승을 거두었다고 밝혔다. 양국 선수들이 경기장을 퇴장한 후, 난입한 관중은 공을 문전에서 잡아 반대편으로 달려가 스웨덴의 빈 골문에 집어넣었다. 안내방송이 나오기 직전, 3번째 관중이 경기장에 난입해 활보했다.

### 범인
경기 직후, 일부 덴마크 언론은 범인의 신상을 밝히는 자에게 전례 없는 현상금을 책정했다. 예를 들어, "에크스트라블라데트.dk" 온라인 웹사이트의 기사에는 다음과 같이 쓰였다: "이 범인을 아십니까? 이 인간 때문에 덴마크가 스웨덴에 졌습니다. 이 양반을 아신다면 에크스트라블라데트에게 제보 부탁드립니다."
범인은 독일 언론으로부터 29세의 덴마크인이자 스웨덴의 예테보리에서 근무하는 교민 로니 뇌르비그(Ronni Nørvig)인 것으로 밝혀졌다. 덴마크 언론에서 그의 신상은 검열되었는데, 이는 덴마크 판결에 따른 결정이었다. 그에 앞서, 그의 성명과 거주지 등의 신상정보가 전례 없는 국민의 알권리에 따라 덴마크의 B.T. 타블로이드지를 비롯해 여러 언론에 공개되었다. 덴마크의 에크스트라블라데트지는 그를 R씨로 지칭했고, 다른 언론들은 그에게 "큰 위협"을 우려하여 신상 정보를 공개하지 않기로 결정했다.

## 경기 후

### 유럽 축구 연맹의 덴마크 축구 연합 제재
- 쾨벤하운 파르켄 - 사건 발생 장소
- 오덴세 피오니아 파르크 - 파르켄에서 141km 거리, 2006년 덴마크와 폴란드 간 친선경기 주최
- 오르후스 NRGi 파르크 파르켄에서 147km 거리, 2006년 덴마크와 파라과이 간 친선경기 주최, 2번의 안방 경기를 경기장으로 최종 선정
- 올보르 올보르 스타디온, 파르켄에서 224km 거리, 대안으로 제시
- 에스비에르 블루 워터 아레나 - 파르켄에서 261km 거리, 250km 이상 거리에 있는 국내의 유일한 대안 경기장으로 언급
- 함부르크 폴크스파르크슈타디온 - 파르켄에서 288km 거리, 덴마크 외 대안 경기장으로 제시

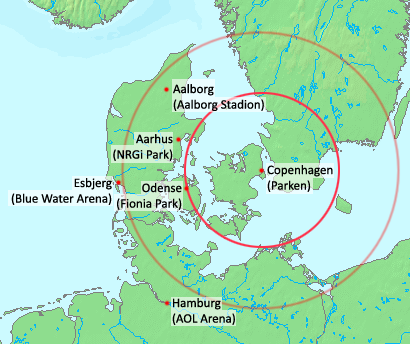
쾨벤하운 기준 140km 반경 정도에 떨어진 경기장을 표시한 지도:
- 쾨벤하운 파르켄 - 사건 발생 장소
- 오덴세 피오니아 파르크 - 파르켄에서 141km 거리, 2006년 덴마크와 폴란드 간 친선경기 주최
- 오르후스 NRGi 파르크 파르켄에서 147km 거리, 2006년 덴마크와 파라과이 간 친선경기 주최, 2번의 안방 경기를 경기장으로 최종 선정
- 올보르 올보르 스타디온, 파르켄에서 224km 거리, 대안으로 제시
- 에스비에르 블루 워터 아레나 - 파르켄에서 261km 거리, 250km 이상 거리에 있는 국내의 유일한 대안 경기장으로 언급
- 함부르크 폴크스파르크슈타디온 - 파르켄에서 288km 거리, 덴마크 외 대안 경기장으로 제시

최종 선고는 유럽 축구 연맹의 징계위원회 시점까지 밝혀지지 않았다. 2007년 6월 8일에 청문회를 통해 라르스 베렌트가 앞서 말한 바와 같이 스웨덴의 3-0 몰수승으로 처리하기로 결정되었다. 덴마크 축구 연합(DBU)는 유럽 축구 연맹의 결정을 앞두고 다음 2차례 파르켄에서 열릴 유로 예선 입장권 판매를 중단했다. 그 시점까지 9월 12일에 열릴 리히텐슈타인전 표가 18,200장 팔렸지만, 유럽 축구 연맹이 경기장 변경을 명령할 경우 환불하기로 결정했다.
2007년 6월 8일, 청문회를 통해 스웨덴의 3-0 몰수승이 확정되었고, 덴마크에는 100,000 CHF(€66,000) 과태료가 부과되었으며, 덴마크는 다음 4번의 예선전 안방 경기(남은 모든 유로 2008 예선전 경기)를 쾨벤하운에서 250km 떨어진 곳에서 치르게 되었고, 바로 다음 경기인 리히텐슈타인전은 무관중으로 진행되게 되었다. 포울센도 3번의 공식 경기에 출전하지 못하게 되었다.
라르스-오케 라그렐 스웨덴 축구 협회(SvFF) 회장은 판결에 "공정한 판결"이었다고 밝히며 판결에 만족했고, "대안은 없었다"고 덧붙였다. 덴마크 축구 연합은 판결 직후 항소했다. 짐 스톄르데 한센, 덴마크 축구 연합 총비서는 "판결에 대해 충격을 받았다"고 밝혔고, "지리적인 고려 없이 판결했습니다. 덴마크는 그리 큰 나라가 아닙니다"라고 덧붙여 불만을 나타냈다.
유럽 축구 연맹의 징계위원회 3명 중 2명은 판결 후 언론에 다음과 같이 소감을 밝혔다. 룩셈부르크 축구 연맹의 총비서이자 위원회원인 조엘 볼프는 다음과 같이 말했다:
250km로 정한 것은 경기를 쾨벤하운에서 최대한 멀리서 경기를 치르게 하기 위함이었습니다. [...] 제 생각에 향후 경기는 덴마크에서 치를 수 있을 정도는 되어야 한다고 판단했기 때문입니다. 저는 명문화된 규정을 확인하지 못했기 때문에, [덴마크 축구 연합의 불만은] 무슨 뜻인지 모르겠습니다.
라이너 코흐, 독일인 유럽 축구 연맹 징계위원회 대표는 다음과 같이 밝혔다:
덴마크는 올보르에서 뛸 수 있습니다. 거긴 경주로(오타 아님)가 있을 것이니까요, 아닌가요? [...] 솔직히 덴마크에서 각 도시가 얼마 떨어져 있는지 모르겠습니다. 이는 더 논의해 보아야 할 사항입니다.
올보르와 쾨벤하겐 간 거리는 224km밖에 되지 않기 때문에 당시 현실적인 대안이 아니었다. 올보르 스타디온은 실제로 경주로도 없었다.

### 유럽 축구 연맹의 최종 판결
2007년 7월 5일, 유럽 축구 연맹은 다음의 성명문을 발표했다:
항소를 반영하여 유럽 축구 연맹의 제재 및 징계 위원회는 원판결을 다음과 같이 최종적으로 판결한다: 경기 결과는 원안대로 스웨덴의 3-0 몰수승으로 처리된다. 덴마크 축구 연합은 50,000CHF(€30,222)의 과태료가 부과되며, 쾨벤하운의 파르켄은 이후 4번의 국가대표팀 안방 경기를 치를 수 없다. 이 3심 결과에 따라, 2경기는 2년의 보호 관찰에 따라 유예된다. 전세계 주관 기관인 국제 축구 연맹은, 최종 판결에 따른 제재 하에 보호 관찰한다.

## 반응

### 경기 자체
프레데리크 덴마크 왕태자는 크리스티안 포울센과 주심을 습격한 난입 관중의 행테를 비판했다: "덴마크의 국민으로서 끔찍하고 수치스러운 일이었다."

### 크리스티안 포울센의 행태와 관련하여
쾨벤하운 경찰서 대변인인 플레밍 스텐 뭉흐 경감은 다음과 같이 표의했다:
이 사건을 본보기로 삼을 때입니다 ... 이는 경기장에서의 폭력도 용인될 수 있다고 인상을 준 사건이지만, 폭력은 경기장이든 사회든 용납할 수 없는 일입니다. 텔레비전은 스웨덴 선수가 복부를 가격당한 모습을 중계했습니다. 저는 형법에 따라 30일 수감될 수도 있는 일이라고 생각합니다.
페르 라르센 쾨벤하운 경찰서 총경은 향후 징계와 관련해 이후 상황을 예측하는 것은 섣부른 일이었다고 선을 그었다. "축구는 접촉형 종목이기 때문에, 스포츠 영역에서 해당 문제는 이와 같이 판단되어서는 안됩니다" 라르센은 덴마크의 리차우 통신사와의 회견에서 다음과 같이 밝혔다. 뭉흐 경감은 축구장이나 하키장에서의 폭력을 법원 판결 논리에 따라 판결하는 것은 "유례 없는 일"이었다고 밝혔다. 단 아이스하키의 폭력 사례와 같이 몇몇 예외 사례도 있다.
레네 에스페르센 덴마크 법무부 장관은 크리스티안 포울센이 일정 기간 동안 비자발적으로 국가대표팀 경기에 출전해서는 안된다고 주장했다.

### 파르켄의 보안과 관련하여
파르켄은 1993년에 유럽 축구 연맹 4성 경기장으로 지정되어 UEFA컵 결승전을 진출할 자격이 주어졌다.
관중 난입 사건 후, 경기장의 보안 문제에 의문이 제결되었고, 유럽 축구 연맹의 징계위원회에서 더 많은 사항이 고려되어야 한다고 제기되었다. 덴마크의 "윌란-포스텐" 일보 사설에서는 덴마크가 큰 대가를 치를 수 있다고 파르켄의 보안 문제를 비판했고, 판델의 경기를 중단시킨 결정을 옹호했다.

### 난입 관중에 관해
난입한 관중은 법정에 서서 자신이 과다 음주로 범행을 저질렀다고 자백했고, 필름이 끊겨 주심을 습격한 줄도 모를 정도였다고 덧붙였다. 범행자는 30일 교도소에 수감되는 것으로 판결되었다. 검찰은 덴마크 동부대법원 항소에 따라 20일형으로 최종 판결되어, 집행되었다.
덴마크 축구 연맹은 덴마크의 본선행이 확정되면 범행자에게 금전적 피해를 입힌 것에 대해 소송하겠다고 밝혔다.
파르켄 스포츠 & 엔터테인먼트는 난입 관중에게 입장료 수익에 7,000,000 DKK(€940,000)의 손실을 본 것에 대해 고소하기로 결정했고, 덴마크 축구 연합은 29세 난입 관중에게 1,900,000 DKK(€255,000)의 소송을 제기했다. 결정은 위원회로부터 반려되었다. 그러나, 범인에 대한 형법 재판 결과에 따라, 파르켄과 덴마크 축구 연합은 그에게 해당 금액의 소송을 제기했다.
결국 덴마크 축구 연맹은 단 1.6M DDK(€215,000)의 소송을 제기했다. 2009년 11월 18일, 덴마크 축구 연합이 승소했지만, 파르켄의 보안 설비 미비에 따라 1.6M DKK(€120,000))만 배상되었다. 덴마크 축구 연합은 판결에 "매우 만족"한다고 밝혔고, 범행자에 대해 "충격"을 받았다고 덧붙였다. 기소 후, 범행자와 덴마크 축구 연합은 배상액을 250,000 DKK(€35,000)으로 낮추기로 합의를 보았다.

## 상세 경기 정보
| 덴마크                                   | 0–3 몰수 경기 | 스웨덴                      |
| ---------------------------------------- | ------------- | --------------------------- |
| 아게르 34′ · 토마손 62′ · 안드레아센 75′ | 리포트        | 엘만데르 7′, 26′ · 한손 23′ |

| 덴마크 | 스웨덴 |

| GK          | 1  | 토마스 쇠렌센       |     |     |
| RB          | 6  | 라르스 야콥센       |     |     |
| CB          | 4  | 다닐 아게르         |     |     |
| CB          | 3  | 미카엘 그라브고르   |     |     |
| LB          | 5  | 얀 크리스티안센     |     | 35′ |
| CM          | 2  | 크리스티안 포울센   | 89′ |     |
| CM          | 7  | 다닐 옌센           |     | 63′ |
| RW          | 11 | 데니스 로메달       |     |     |
| AM          | 8  | 토마스 칼렌베르     |     | 46′ |
| LW          | 10 | 마르틴 예르겐센     |     |     |
| CF          | 9  | 욘 달 토마손 (주장) |     |     |
| 교체 선수:  |    |                     |     |     |
| DF          | 12 | 레온 안드레아센     | 77′ | 35′ |
| FW          | 19 | 니클라스 벤트네르   |     | 46′ |
| FW          | 15 | 예스페르 그룅키에르 |     | 63′ |
| 감독:       |    |                     |     |     |
| 모르텐 올센 |    |                     |     |     |

| GK                | 1  | 안드레아스 이삭손     |     |     |
| RB                | 5  | 니클라스 알렉산데르손 | 44′ |     |
| CB                | 3  | 올로프 멜베리         |     |     |
| CB                | 4  | 페테르 한손           |     |     |
| LB                | 2  | 미카엘 닐손           |     |     |
| DM                | 6  | 토비아스 린데로트     | 84′ |     |
| RM                | 7  | 크리스티안 빌헬름손   |     |     |
| AM                | 8  | 안데르스 스벤손       |     |     |
| LM                | 9  | 프레디 융베리 (주장)  |     |     |
| CF                | 10 | 마르쿠스 알베크       |     | 80′ |
| CF                | 11 | 요한 엘만데르         | 38′ | 74′ |
| 교체 선수:        |    |                       |     |     |
| FW                | 18 | 마르쿠스 로센베리     |     | 74′ |
| MF                | 16 | 케네디 바키르지올루   |     | 80′ |
| 감독:             |    |                       |     |     |
| 라르스 라예르베크 |    |                       |     |     |

| 부심: 카르스텐 카다흐 (독일) 폴커 베첼 (독일) 대기심: 플로리안 마이어 (독일) | 경기 규정 - 90분. - 최대 3명 교체 가능. |

## 같이 보기
- UEFA 유로 2008 예선 F조
- 덴마크-스웨덴 축구 경쟁
- 롤리간

## 참고
1. 1 2  덴마크와 스웨덴 간 경기는 89분에 3-3으로 비기고 있는 가운데, 난입한 관중이 주심을 습격하면서 중단되었다.[22] 유럽 축구 연맹은 2007년 6월 8일에 청문회를 진행하고 스웨덴의 3-0 몰수승으로 처리했다.[25]